# Jefferson (Ohio)
Pour les articles homonymes, voir Jefferson.
Jefferson est une petite ville de l'État de l'Ohio, aux États-Unis.
Elle est le siège du comté d'Ashtabula.

## Géographie
Selon les données du Bureau du recensement des États-Unis, Jefferson a une superficie de  5,9 km2 (soit 2,3 mi²) entièrement en surfaces terrestres.

## Démographie
Jefferson était peuplée, lors du recensement de 2000, de 3 572 habitants.